# Große Fernandina-Galapagosratte
Die Große Fernandina-Galapagosratte (Nesoryzomys narboroughi) ist ein auf den Galápagos-Inseln endemisches Nagetier in der Familie der Wühler. Die Population galt bis in die frühen 2000er Jahre als Synonym der Indefatigable-Galapagosratte (Nesoryzomys indefessus). Zur Bestätigung dieser Klassifikation sind weitere Studien nötig.

## Merkmale
Mit einer Kopf-Rumpf-Länge von 110 bis 172 mm, einer Schwanzlänge von 100 bis 152 mm und einem Gewicht von 77 bis 136 g ist die Art der größte noch lebende Vertreter ihrer Gattung. Die Hinterfüße sind 29 bis 33 mm lang und die Länge der Ohren beträgt 13 bis 23 mm. Auf der Oberseite kommt langes dunkelbraunes bis schwarzes Fell vor, wobei die Haare eine graue Basis aufweisen. Auf der Unterseite ist das Fell heller. Die Ohren sind mit feinen fast unsichtbaren Haaren bedeckt. Im Gegensatz zur Kleinen Fernandina-Galapagosratte (Nesoryzomys fernandinae) hat die Art weiße Füße. Der Schwanz ist unterseits heller.

## Verbreitung
Die Art lebt nur auf der Insel Fernandina im westlichen Teil der Inselgruppe. Der Artzusatz im wissenschaftlichen Namen bezieht sich auf den englischen Namen der Insel. Dieses Nagetier hält sich im Flachland und in Höhenlagen bis 1300 Meter auf. Die Landschaft ist durch dichten Bewuchs mit Büschen und Bäumen der Gattung Scalesia gekennzeichnet.

## Lebensweise
Die nachtaktive Große Fernandina-Galapagosratte hält sich auf dem Boden auf. Sie teilt ihr Revier mit der Kleinen Fernandina-Galapagosratte. Die Exemplare verstecken sich am Tage in Felsspalten oder unter Pflanzen. Sie ernähren sich von Gewächsen, Insekten und gelegentlich Krabben. Vermutlich erfolgt die Fortpflanzung in der Regenzeit.

## Gefährdung
Die Einführung von Hausratten und Hausmäusen hat auf benachbarten Inseln zum Aussterben anderer Galápagos-Reisratten geführt. Ähnliche Szenarien könnten auch den Bestand der Großen Fernandina-Galapagosratte bedrohen. Die IUCN listet die Art als gefährdet (vulnerable), da das Verbreitungsgebiet nur etwa 640 km² groß ist.